# 特雷斯帕德尔内
特雷斯帕德尔内，是西班牙卡斯蒂利亚-莱昂布尔戈斯省的一个市镇。总面积37平方公里，总人口1031人（2001年），人口密度28人/平方公里。